# Лазе (Гореня вас-Поляне)
Лазе (словен. Laze) — поселення в общині Гореня вас-Поляне, Горенський регіон, Словенія. Висота над рівнем моря: 853,5 м.